# WWE SummerSlam (2021)
SummerSlam 2021 war eine Wrestling-Veranstaltung der WWE, die als Pay-per-View auf dem WWE Network und dem Streaming-Portal Peacock ausgestrahlt wurde. Sie fand am 21. August 2021 im Allegiant Stadium in Paradise, Nevada, Vereinigte Staaten statt. Es war die 34. Austragung des WWE SummerSlam seit 1988. Die Veranstaltung fand zum ersten Mal in Nevada statt.

## Hintergrund
Im Vorfeld der Veranstaltung wurden zehn Matches angesetzt. Diese resultierten aus den Storylines, die in den Wochen vor dem Pay-Per-View bei Raw und SmackDown, den wöchentlichen Shows der WWE gezeigt wurden.

## Ergebnisse
| Matchart                                              |                                    |                           |                                   | Zeit  |
| ----------------------------------------------------- | ---------------------------------- | ------------------------- | --------------------------------- | ----- |
| Singles-Match Pre-Show-Match                          | Big E                              | bes.                      | Baron Corbin                      | 6:33  |
| Tag-Team-Match um die Raw Tag Team Championship       | Randy Orton und Riddle             | bes.                      | AJ Styles und Omos (C)            | 7:09  |
| Singles-Match                                         | Alexa Bliss                        | bes.                      | Eva Marie                         | 3:50  |
| Singles-Match um die WWE United States Championship   | Damian Priest                      | bes.                      | Sheamus (C)                       | 13:47 |
| Tag-Team-Match um die SmackDown Tag Team Championship | The Usos Jimmy Uso und Jey Uso (C) | bes.                      | Rey Mysterio und Dominik Mysterio | 10:48 |
| Singles-Match um die SmackDown Women’s Championship   | Becky Lynch                        | bes.                      | Bianca Belair (C)                 | 0:26  |
| Singles-Match                                         | Drew McIntyre                      | bes.                      | Jinder Mahal                      | 4:35  |
| Triple-Threat-Match um die Raw Women’s Championship   | Charlotte Flair                    | bes.                      | Nikki A.S.H. (C) und Rhea Ripley  | 13:05 |
| Singles-Match                                         | Edge                               | bes.                      | Seth Rollins                      | 21:15 |
| Singles-Match um die WWE Championship                 | Bobby Lashley (C)                  | bes. via Referee Stoppage | Bill Goldberg                     | 7:11  |
| Singles-Match um die WWE Universal Championship       | Roman Reigns (C)                   | bes.                      | John Cena                         | 23:00 |

| Funktion      | Name            |
| ------------- | --------------- |
| Kommentatoren | Byron Saxton    |
| Kommentatoren | Pat McAfee      |
| Kommentatoren | Jimmy Smith     |
| Kommentatoren | Corey Graves    |
| Kommentatoren | Michael Cole    |
| Pre-Show      | Kayla Braxton   |
| Pre-Show      | Peter Rosenberg |
| Pre-Show      | Jerry Lawler    |
| Pre-Show      | Kevin Patrick   |
| Pre-Show      | Booker T        |
| Pre-Show      | Sonya Deville   |
| Ringansager   | Mike Rome       |
| Ringansager   | Greg Hamilton   |

## Besonderheiten
- Kurz vor Beginn des Matches um die SmackDown Women’s Championship wurde angekündigt, das Sasha Banks nicht antreten kann. Ihr Platz wurde von Carmella eingenommen. Kurz bevor das Match begann, feierte Becky Lynch ihre Rückkehr. Nachdem sie Carmella abgefertigt hatte, bekam Lynch die Chance auf den Titel.
- Nach dem Match um den WWE Universal Championship kehrte Brock Lesnar zurück und konfrontierte Roman Reigns.